# III liga słoweńska w piłce nożnej mężczyzn
Słoweńska Trzecia Liga znana również jako 3.SNL (w znaczeniu słoweńskim: Tretja slovenska nogometna liga), jest to trzecia piłkarska klasa rozgrywkowa w tym kraju. Występuje w niej 28 zespołów, podzielonych na dwie grupy. Do wyższej ligi 2. SNL awans wywalczają zwycięzcy obu grup.